# Вуттке, Вольфрам
Вольфрам Вуттке (нем. Wolfram Wuttke; 17 ноября 1961, Кастроп-Рауксель — 1 марта 2015, Люнен) — немецкий футболист, полузащитник.

## Карьера

### В клубах
На молодёжном уровне Вуттке выступал за команды «Кастроп» и «Шальке 04». В «Шальке» в 1979 году он дебютировал в Бундеслиге. После того как в сезоне 1980/81 клуб вылетел из чемпионата, Вуттке мог отправиться в США, играть за «Нью-Йорк/Нью-Джерси МетроСтарз», «Чикаго» или «Лос-Анджелес Ацтекс». Но в итоге с 1981 по 1983 год Вольфрам Вуттке выступал за «Боруссию» из Мёнхенгладбаха, а затем вновь за «Шальке 04». Во время пребывания в «Боруссии», Вуттке дал прозвище Osram главному тренеру команды Юппу Хайкенсу. С 1983 по 1985 год он играл в «Гамбурге», в первый же год став участником Суперкубка Европы. В течение 5 лет, до объединения Германии, Вольфрам выступал в «Кайзерслаутерне», а затем уехал в «Эспаньол». Завершил карьеру он на родине, в команде «Саарбрюккен».

### В сборных
В составе молодёжной сборной ФРГ Вольфрам Вуттке занял 2-е место на чемпионате Европы 1982 года.
В сборной ФРГ он дебютировал 15 октября 1986 года в товарищеском матче с командой Испании. На чемпионате Европы 1988 года Вуттке сыграл один матч. В составе олимпийской сборной ФРГ Вольфрам провёл 6 матчей на Играх в Сеуле и забил 2 гола.

## Болезнь
1 марта 2015 года скончался от полиорганной недостаточности, вызванной циррозом печени.